# H&M
H&M (H & M Hennes & Mauritz AB) és una empresa tèxtil sueca coneguda per vendre moda ràpida. Té un total de 2.300 botigues repartides en 38 països (l'any 2011).
H&M és una multinacional sueca de distribució de roba, complements i cosmètica amb establiments a Europa, Amèrica del Nord, Orient Pròxim, Àfrica i Àsia, coneguda per les seves peces de moda ràpida per a homes, dones, adolescents i nens. H&M i les seves marques associades operen en 62 països amb més de 4.500 botigues i, a partir del 2015, emplea unes 132.000 persones. És el segon major detallista de roba a escala mundial, just darrere d'Inditex, amb seu a Espanya (empresa matriu de Zara). La companyia té una important presència en línia, amb compres en línia disponibles a 32 països, la línia COS a 19 països, la línia Monki and Weekday a 18 països, & Other Stories a 13 països, i Cheap Monday a 5 països.

## Història
H&M neix el 1947 a Västerås (Suècia), on Erling Persson, el seu fundador, interessat per vendre moda a preus baixos, obre una petita botiga de roba de dona a la que va anomenar Hennes (en suec "per a ella"). Uns anys més tard incorpora una petita botiga anomenada Mauritz Widforss, d'articles per a home, i així va nèixar la marca Hennes & Mauritz, que més tard va passar a conèixer-se per les sigles H&M. Durant les dècades dels 60, els 70 i els 80 van ser inaugurades les primeres botigues H&M a Dinamarca, Noruega, Alemanya i Regne Unit. Als anys noranta va iniciar un fort període d'expansió, i va inaugurar les seves primeres botigues a França i va continuar creixent als seus antics mercats. L'any 2000 H&M va fer la seva entrada al mercat espanyol i nord-americà. El 2006 va inaugurar botigues a Dubái i Kuwait, i el 2007 la companyia va entrar al mercat asiàtic establint punts de venda a Shanghái i Hong Kong, seguides de Tòquio (Japó) el 2008. La primera botiga al mercat rus es va obrir el 2009 a Moscou. El 2010, H&M va obrir les seves primeres tendes a Corea del Sud, Israel i Turquia.
H&M distribueix els seus productes en diferents seccions: H&M Ladies (dona), H&M Man (home), H&M Kids (nens) i Divided (joves), en punts de venda que oscil·len des dels 500 als 3500 metres quadrats. La companyia compta amb el seu propi equip de disseny, basat a Estocolm (Suècia) i compost per 100 dissenyadors.
Mitjançant la compra de llicències, H&M s'ha associat amb la imatge de personatges de ficció i animació populars, com Snoopy, per a la seva col·lecció de pijames i llenceria, i Superman per a roba de nens. Així mateix, H&M ha comptat amb dissenyadors de prestigi per algunes de les seves col·leccions temporals, com la de Karl Lagerfeld, dissenyador de la casa Chanel, la tardor del 2004, la de Stella McCartney l'hivern del 2005, Viktor & Rolf el 2006, Roberto Cavalli el 2007, Comme des Garçons en 2008, Matthew Williamson, Jimmy Choo i Sonia Rykiel el 2009, Lanvin el 2010 i Versace el 2011.
A més, també ha col·laborat, en algunes ocasions, amb icones d'estil i moda com ara la cantant Madonna, i Kylie Minogue el 2007, en les seves col·leccions. Les seves campanyes de màrqueting fan servir sovint la imatge de models o artistes coneguts, i es difonen per diversos canals com ara la premsa, els espots televisius i les mateixes botigues.
El novembre del 2011, la dissenyadora Donatella Versace va anunciar la seva col·laboració amb la cadena tèxtil, i va crear una col·lecció en la qual predominaven estampats de lleopard (animal print), colors elèctrics i palmeres. Donatella Versace va anunciar el seu desig d'arribar a un mercat més ampli reduint el cost de les peces.